# Unio Filiarum Dei
L'Unio Filiarum Dei è un istituto secolare femminile di diritto pontificio.

## Storia
L'istituto, concepito durante la seconda guerra mondiale, venne fondato nel 1924 a Treviso da Ippolita Teresa Eranci: venne canonicamente eretto dal vescovo di Treviso Andrea Giacinto Longhin il 25 dicembre 1948. Ricevette il pontificio decreto di lode il 16 luglio 1970.

## Attività e diffusione
I membri dell'istituto partecipano alla missione della Chiesa vivendo una vita evangelica nelle normali condizioni di vita: convinti che l'efficacia di ogni azione dipenda da una profonda vita interiore, i membri tengono in grande considerazione anche la preghiera contemplativa.
Nel 2008 l'istituto contava 98 membri, presenti in Italia e Brasile.